# Tetreres cassidyi
Tetreres cassidyi är en ringmaskart som beskrevs av Kirtley 1994. Tetreres cassidyi ingår i släktet Tetreres och familjen Sabellariidae. Inga underarter finns listade i Catalogue of Life.